# Ikun-Mari
Ikun-Mari je bil kralj (lugal) Drugega marijskega kraljestva. Njegovo ime je zapisano na kamnitem vrču, na katerem je omenjena tudi njegova žena Alma. Slog pisave kaže, da je vladal za kraljem Ikun-Šamašem in pred kraljem Iški-Marijem. Kraljica Alma je omenjena tudi v eblaitskih besedilih, ki omenjajo tudi marijskega kralja Nizija in princa, kasnejša kralja Enna-Dagana in Hidarja.
| Ikun-Mari          |                                                             |                   |
| Vladarski nazivi   |                                                             |                   |
| Predhodnik: neznan | Kralj Drugega marijskega kraljestva 24. stoletje pr. n. št. | Naslednik: neznan |